# 大板桥街道
大板桥街道，是中华人民共和国云南省昆明市官渡区下辖的一个街道，由昆明空港经济区（滇中新区的直管区）管理。

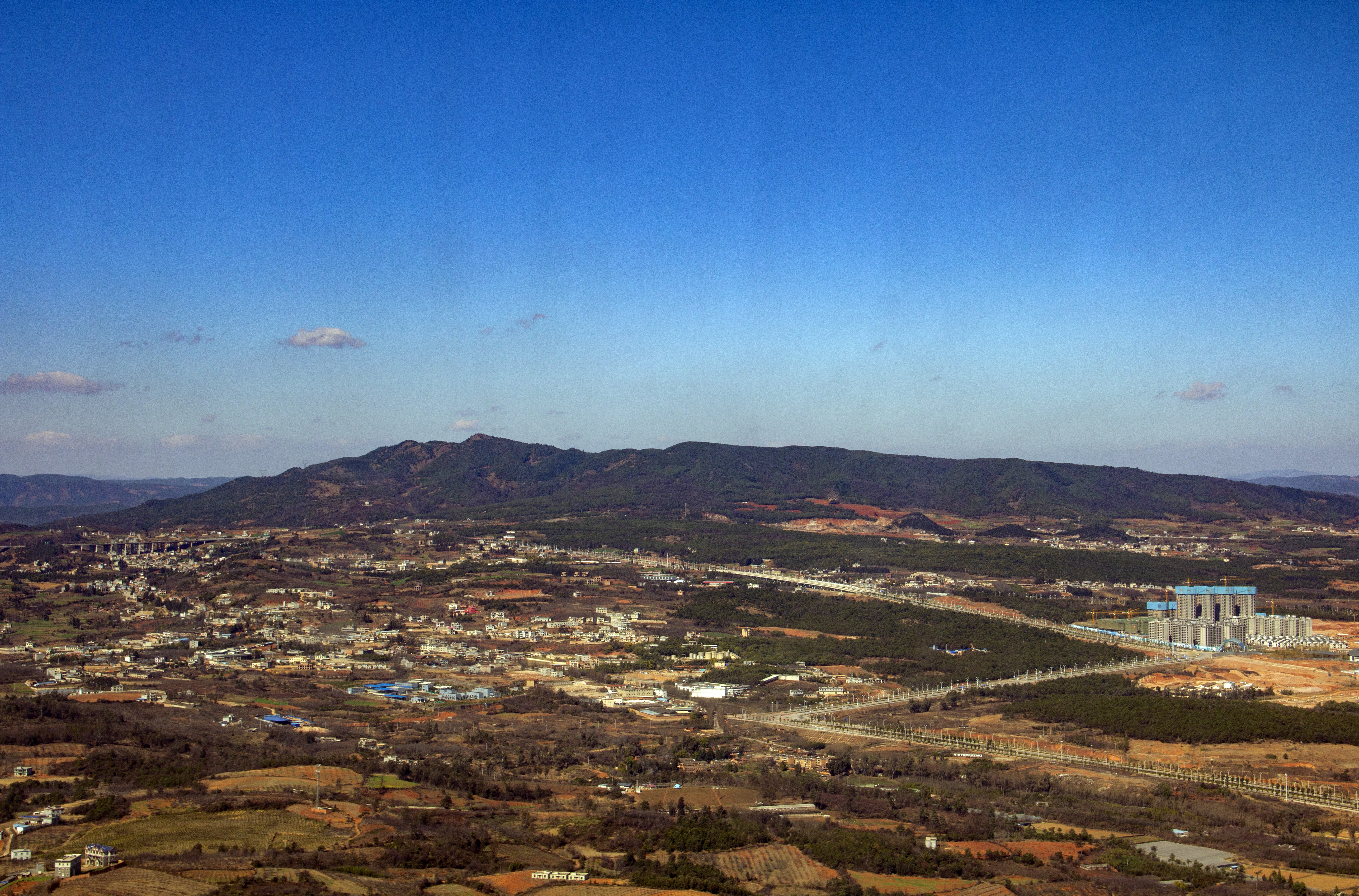
大五山东侧是大板桥街道

## 历史
原为大板桥镇。2006年，小哨乡并入大板桥镇。2009年，大板桥镇撤镇设街道。2023年2月8日，昆明市人民政府批复同意大板桥街道析置为大板桥、长水和小哨3个街道。

## 行政区划
大板桥街道下辖以下地区：
西冲社区、沙沟社区、长水社区、沙井社区、新发社区、阿底社区、一朵云社区、云桥社区和云瑞社区。

## 交通
- 沪昆铁路：小哨站